# Pierre-Joseph Proudhon

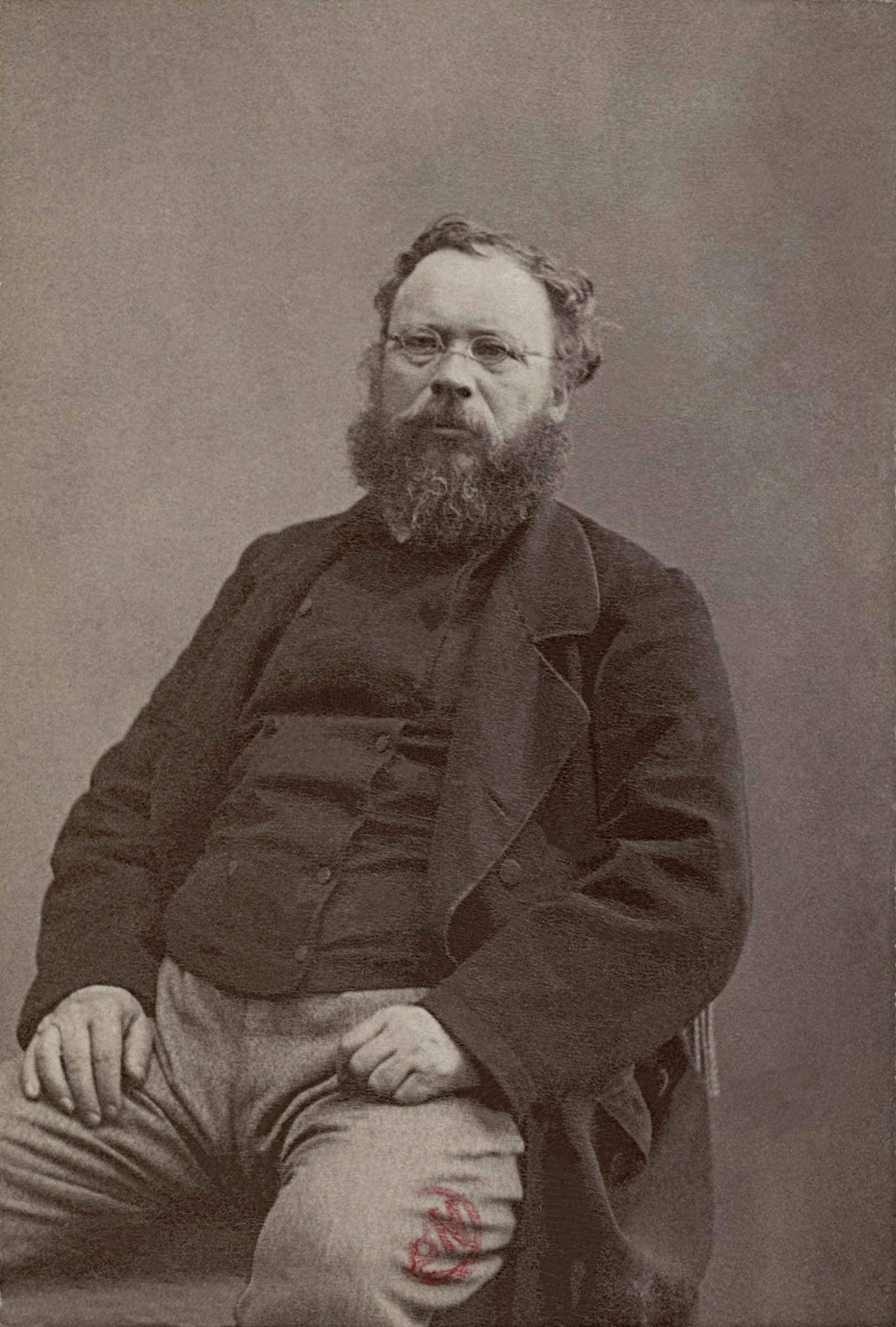
Pierre-Joseph Proudhon fotograferad cirka 1860 av Félix Nadar.

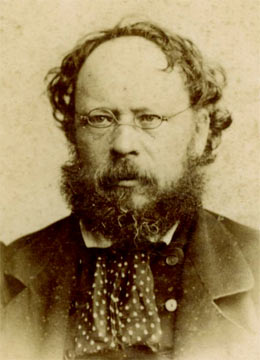
Pierre-Joseph Proudhon cirka 1860.

Pierre-Joseph Proudhon, född 15 januari 1809 i Besançon, död 19 januari 1865 i Paris, var en fransk mutualist, arbetskritiker och anarkistisk filosof. Proudhon kallas för den klassiska anarkismens fader och är känd för sina tankar kring egendom och värde, särskilt formuleringen "egendom är stöld".

## Biografi
Familjen förlorade alla sina tillgångar i en rättegång 1826, och Proudhon, som ändå fått en god utbildning vid Collège Royal i Besançon 1820–27 med hjälp av ett stipendium, blev typograf, utövade länge detta yrke, bosatte sig sedermera i Paris som publicist, invaldes 1848 i konstituerande församlingen som representant för departementet Seine. 1849 dömdes han till tre års fängelse för oppositionellt skriftställeri i sin tidning Peuple. Efter sin frigivning (i juni 1852) drog han sig tillbaka från det politiska livet och ägnade sig uteslutande åt författarverksamhet. Gift 1849 med Euphrasie Piégard.

## Filosofi
Mest bekant är Proudhon för sin formel: la propriété, c'est le vol ("egendom är stöld"), kring vilken hans framställning koncentrerar sig i Qu'est-ce que la propriété? ("Vad är egendom?"). Hans egendomslära bör ses i samband med hans värdelära, som gör Proudhon till en av de tidigare representanterna för den "vetenskapliga" socialismen. Denna värdelära utvecklas särskilt i Systèmes des contradictions économiques, ou philosophie de la misère (2 band, 1846; arbetet framkallade Karl Marx svar "Misère de la philosophie", 1847). Läran om värdet var för Proudhon den ekonomiska lärobyggnadens hörnsten. Värdet hade två sidor: 
1. bruksvärde och
2. bytesvärde.

Det senare uppstod som ett slags reflex av det förra, medan samtidigt dem emellan, under inflytande av tillgång och efterfrågan, utvecklade sig en motsägelse: ju större bruksvärdena blev, desto smärre blev bytesvärdena; och denna antinomi mellan de båda värdena förorsakade handels- och avsättningskriserna, överfyllnad av marknaden, den mördande konkurrensen, monopolväsendet, ojämnheten i förmögenhet och så vidare Brukbarheten låg till grund för värdet, men arbetet var den kraft, som frambragte alla förmögenhetselement och efter en given lag kombinerade dem in i de sista smådelarna. Icke som ett aktuellt, utan som ett eftersträvat tillstånd angav Proudhon värdets reglerande i överensstämmelse med kvantiteten arbete. Proudhons värdeteori blev sålunda en arbetsvärdeteori; och hans angrepp inriktade sig på den arbetslösa inkomsten.
Den privata äganderätten satte den enskilde i tillfälle att åtnjuta sådan inkomst i form av jordränta, arrende, hyra, låneränta, diskonto och så vidare, på samma sätt som staten kom i åtnjutande av danaarv. Denna äganderätt vore "rätten att efter behag förfoga över och rå om andras gods, frukterna av andras flit och arbete". Genom densamma tillbytte sig arbetsgivaren från arbetaren produkter för en lön, som understeg deras värde: det förekom "ett konstant räknefel" till arbetsgivarens förmån. Trots sitt sålunda tolkade motstånd mot den privata äganderätten, vilket framträdde mildare i senare skrifter, såg Proudhon ett "frihetens väsen" i denna rätt; och den skulle ej upphävas. Kommunismen var för honom en "eländets religion", saint-simonismen "en maskerad", fourierismen "vår tids största mystifikation". I olika skrifter, bl.a. Organisation du crédit et de la circulation et solution du problème social (1848), Resumé de la question sociale, Banque d'échange (s.å.), La justice dans la revolution et dans l'église (1858), framlade han sina reformplaner.
Målet var å ena sidan att upphäva den med den privata äganderätten förenade arbetslösa inkomsten och å andra sidan att vidmakthålla denna äganderätt samt arbetets och bytets frihet under ett förhållande av ömsesidighet (fr. mutuellisme) i enlighet med principen: gör andra det, som du vill, att de skola göra dig. Den arbetslösa inkomsten förmedlades företrädesvis genom penningen och penningräntan, därför skulle de avskaffas. Proudhons meningsutbyte med Frédéric Bastiat om kapitalräntan (Intérêt et principal, 1850) erbjöd vid början på 1900-talet fortfarande ett stort intresse. - Proudhons reformatoriska huvudbyggnad förlades varken på produktionens eller fördelningens område, utan i stället på omsättningens - en bankinrättning, som bildade en helt och hållet ny grundval för bytes- och kreditförhållandena med följande resultat: 
1. ingen affärsvinst,
2. inga penningar och
3. avgiftsfri kredit. Sådana folkbanker skulle av producenten mottaga produkter mot bytessedlar, inlösbara i ädelmetall. Med dessa sedlar skulle producenten kunna förskaffa sig olika nyttigheter, i enlighet med fastställda taxor; och av samma banker skulle kredit beviljas utan ränta. Sedan penningen avskaffats och penningräntan upphävts, skulle alla andra slags räntor försvinna. Äganderätten kommer att övergå till besittning; arbetaren kommer ej längre att exploateras vid utbyte av sina produkter. Reformen kommer att göra all regering överflödig: inga förtryckare och förtryckta skulle längre existera, ännu mindre några fejder dem emellan.

Härmed anges Proudhons politiska ideal, genom vilket han intog rollen som grundläggare till anarkismen. I sin kända skrift Confessions d'un révolutionnaire (1849; med anledning av denna utgav Axel Nyblæus 1864 sitt arbete "Om statsmaktens grund och väsen") förklarade han allt slags överhet, den borgerliga såväl som den andliga, vara en kränkning av människans oförytterliga rätt till jämlikhet med sina medmänniskor, vilken kränkning skulle upphöra, så snart vi nått fullmyndighetens punkt. Hans politiska system företedde emellertid en tillämpning av hans socialekonomiska ömsesidighetsprincip, och särskildt i Idée générale de la revolution (1851) framlade han planen till en politisk organisation av frivilliga grupper, förenade medelst ett förbundsfördrag. I Principe fédératif (1863) modifierade han sin anarkistiska ståndpunkt. - Som sina läromästare angav Proudhon först Bibeln, därefter Adam Smith och slutligen Friedrich Hegel. Hans religiösa förkunnelse präglades av häftiga angrepp mot tron på Guds tillvaro och på odödligheten. Proudhon inrättade 1849 försöksvis en folkbank i Paris, företaget var ej framgångsrikt och gick i stöpet då han fängslades. 
I högre grad originell än vad åtskilliga velat göra honom, hade Proudhon sin förnämsta styrka i den glänsande framställningskonsten med dess bestickande klarhet och fängslande paradoxer. Hans inflytande blev mycket stort, det gjorde sig gällande även i Sverige; men någon skola kan han ej anses ha bildat. Proudhons Oeuvres complètes utkom i 33 band, 1867-76; hans Correspondance i 14 band 1876.

## Anarkistisk kritik av Proudhon
Många anarkister menar att påståendet att Proudhon skulle vara "anarkismens lärofader" är ett missförstånd. Som argument framför man det svar Proudhon skrev till Marx om lagbunden utveckling: "Låt oss söka tillsammans, om du önskar, samhällets lagar, det sättet som förverkligar dessa lagar, den processen som vi skall lyckas med att finna"
Individualanarkister svarar på kritiken från andra former av anarkism att dessa är avknoppningar från Proudhon, varför deras beroende inte kan förnekas.